# Levántate y pelea
Levántate y Pelea es el primer álbum de Gillman grupo formado por Paul Gillman tras su salida de Arkangel, se publicó en 1984 por el sello Color finalizando el vínculo de Paul con dicha disquera. Las sesiones de grabación se efectuaron en "Estudios “Hansa" de Valencia bajo la supervisión de Alfredo Escalante durante los meses de diciembre de 1983 y enero de 1984.
Es considerado uno de los mejores álbumes de metal realizados en Venezuela. de igual manera sus canciones son catalogadas como clásicos del Rock Nacional Venezolano, originalmente solo se publicó en vinilo y casete sin embargo, existe una edición no oficial en CD por el sello Taiwanes TopTen Hits y la versión actualizada por el 40.º aniversario regrabada por Gillman en 2017.

## Antedentes
Inconforme con el curso "comercial" que estaba tomando el Arkangel en 1983, producto de la incorporación del tecladista y cantante Micky Tedeschi traído por el guitarrista líder de la banda Freddy “Marshall” Cabezas con el fin de “suavizar” el estilo, Paul Gillman vocalista y fundador del grupo desde el "Tributo a KISS" (1977), que se convertiría luego en Power Age (1978-1981) y finalmente Arkangel (1981-1983) decide abandonar esta etapa y tomar la opción de un disco extra que se estipulaba en el contrato que el mismo firmó con Corporación los Ruices (Color) de esa forma y, junto al guitarrista Ernesto Ferro (fanático que siempre estuvo en 1.ª fila durante todos sus conciertos), nace a finales de 1983 la idea de formar la banda Gillman gracias al apoyo de Alfredo Escalante y Salvador Pérez (Gerente del Sello) se concretaría finalmente la edición del disco “Levántate y pelea” en enero de 1984.

## Contenido y recepción
Originalmente se planeó un disco de diez canciones de acuerdo a los estándares del larga duración en vinilo y casete, sin embargo los temas "Los gusanos del poder", "Represión Latinoamericana" y "Desempleado" fueron extraídos de este álbum por el propio Paul Gillman y finalmente aportados al último disco de Arkangel "Represión Latinoamericana"  de 1983, al igual que la carátula, arte y nombre del mismo en vista de pobre contenido que este tendría en lo conceptual y musical. Por lo anterior "Levántate y Pelea", primer álbum oficial de la banda Gillman más que un LP se le considera un EP por solo contener siete canciones.
En 2017 se editó la "Edición Especial Paul Gillman 40 Años de Rock Nacional" en la que se incluyeron las versiones originales de las canciones excluidas más tres temas extras, uno de cada disco de Arkangel donde Paul cantó: Un Niño Nace (Arkangel, 1981), Calles Violentas de la Gran Ciudad ("Rock Nacional") y Juicio final ("Represión Latinoamericana").

### Versión regrabada en 2017
Con motivo de los 40 años de carrera artística de Paul Guilman, se regrabó parte del álbum y se remasterizaron algunos de los temas que ya se habían regrabado en lanzamientos previos; todos los arreglos (2015-2017), mezcla y masterización de este trabajo y su producción musical a cargo de Luis Alfredo Loyo H excepto Agonía que se extrajo del álbum Inevitable de 2007.

## Lista de canciones
| Lado A |                              |          |  |
| N.º    | Título                       | Duración |  |
| 1.     | «Corazón De Rock Pesado»     | 4:40     |  |
| 2.     | «Levantate Y Pelea»          | 4:46     |  |
| 3.     | «Víctima De La Sociedad»     | 8:36     |  |
| 4.     | «La Historia Del Anticristo» | 7:05     |  |

| Lado B |                                 |          |  |
| N.º    | Título                          | Duración |  |
| 1.     | «El Poeta»                      | 4:25     |  |
| 2.     | «El Rock N' Roll De La Amistad» | 3:00     |  |
| 3.     | «Agonía (Q.E.P.D.)»             | 3:56     |  |

| Bonus tracks lanzados en 2000 por TopTen Hits |                                                       |          |  |
| N.º                                           | Título                                                | Duración |  |
| 1.                                            | «Relato Del Poema Negro» (de Escalofrío (Álbum) 1994) |          |  |
| 2.                                            | «El Poema Negro» (de Escalofrío 1994)                 |          |  |
| 3.                                            | «Cuento Del Silbón» (de Escalofrío 1994)              |          |  |
| 4.                                            | «El Silbón» (de Escalofrío 1994)                      |          |  |
| 5.                                            | «Cuento De La Sayona» (de Escalofrío 1994)            |          |  |
| 6.                                            | «La Sayona» (de Escalofrío 1994)                      |          |  |

| 2008 30 Años De Rock Nacional |                                                                                     |          |  |
| N.º                           | Título                                                                              | Duración |  |
| 1.                            | «Corazón De Rock Pesado»                                                            | 4:40     |  |
| 2.                            | «Levántate Y Pelea»                                                                 | 4:46     |  |
| 3.                            | «Víctima De La Sociedad»                                                            | 8:36     |  |
| 4.                            | «La Historia Del Anticristo»                                                        | 7:05     |  |
| 5.                            | «El Poeta»                                                                          | 4:25     |  |
| 6.                            | «El Rock N' Roll De La Amistad»                                                     | 3:00     |  |
| 7.                            | «Agonía (Q.E.P.D.)»                                                                 | 3:56     |  |
| 8.                            | «Corazón De Rock Pesado (Ensayo 1991)»                                              | 5:25     |  |
| 9.                            | «Desempleado (Ensayo 1991)»                                                         | 3:04     |  |
| 10.                           | «Represión Latinoamericana (Ensayo 1991)»                                           | 6:39     |  |
| 11.                           | «Killer (Ready To Attack Demo 1992)»                                                | 2:20     |  |
| 12.                           | «Freedom (Ready To Attack Demo 1992)»                                               | 2:14     |  |
| 13.                           | «Hell Parade (Ready To Attack Demo 1992)»                                           | 3:12     |  |
| 14.                           | «Smoke On The Water (En directo con Ian Gillan, Mata De Coco, Caracas, 23-05-1992)» | 9:39     |  |

| 2017 Edición Especial 40 Aniversario |                                |          |  |
| N.º                                  | Título                         | Duración |  |
| 1.                                   | «Corazón De Rock Pesado»       | 5:31     |  |
| 2.                                   | «Levántate Y Pelea»            | 4:48     |  |
| 3.                                   | «Los Gusanos Del Poder»        | 5:08     |  |
| 4.                                   | «El Poeta»                     | 5:35     |  |
| 5.                                   | «El Rock N Roll de la Amistad» | 3:07     |  |
| 6.                                   | «Intro (Porfirio Torres)»      | 1:00     |  |
| 7.                                   | «La Historia Del Anticristo»   | 6:58     |  |
| 8.                                   | «Víctima de la Sociedad»       | 7:20     |  |
| 9.                                   | «Represión Latinoamericana»    | 5:16     |  |
| 10.                                  | «Desempleado»                  | 3:09     |  |
| 11.                                  | «Agonía (Q.E.P.D).»            | 3:48     |  |
| 12.                                  | «Un Niño Nace»                 | 4:34     |  |
| 13.                                  | «Calles Violentas»             | 3:23     |  |
| 14.                                  | «Juicio Final»                 | 4:01     |  |
| 15.                                  | «Libera tu mente»              | 4:21     |  |
| 16.                                  | «Karl Meyer»                   | 5:10     |  |

## Formación
- Paul Gillman – voz
- Ernesto Ferro – Guitarra & bajo
- Luis Ferrer – Bajo
- Felipe Celis – Batería

Regrabación en 2017
- Paul Gillman
- Luis Alfredo Loyo H - Guitarras & Coros
- Dieter Cedeño - Bajo
- Vicente Arcuri - Batería

## Créditos
- Supervisión / Asesoría: Alfredo Escalante
- Grabación / mezcla: Estudios “Hansa”, Valencia
- Técnico de sonido: Rafael Henríquez “El Mago”
- Corte: “Intersonido”, Caracas
- Coordinación General: Gillman